# ملعب عبد الله واد
ملعب عبد الله واد أو ملعب ديامينياديو الأولمبي هو ملعب متعدد الاستخدامات يقع في ديامينياديو بالقرب من دكار، السنغال. يُستخدم هذا الملعب في مباريات كرة القدم وكذلك في ألعاب القوى، ويستضيف مباريات منتخب السنغال لكرة القدم، يتسع لـ 50 ألف متفرجًا. سيستضيف الملعب بعض من منافسات بطولة الألعاب الأولمبية الصيفية للشباب 2026.